# Can Pagès (Ultramort)
Can Pagès és una masia d'Ultramort (Baix Empordà) inclosa a l'Inventari del Patrimoni Arquitectònic de Catalunya.

## Descripció
Masia de grans dimensions, situada a l'extrem de migdia del nucli. Té la façana principal orientada al nord, on s'obre el portal d'accés adovellat, amb un escut en relleu; a la planta noble hi ha tres finestres rectangulars, també amb escuts. En aquest pis es troba una finestra germinada d'època anterior, de tipologia gòtico-renaixentista, que només es conserva en part. A l'angle de llevant de la façana hi ha una garita cilíndrica. Són també dignes d'esment les estances interiors del casal.

## Història
Can Pagès va ser bastida durant el segle xvii.